# Niemirów (obwód lwowski)
Niemirów (ukr. Немирів, Nemyriw) – osiedle typu miejskiego i uzdrowisko, na Ukrainie, w obwodzie lwowskim, rejonie jaworowskim, w dawnym powiecie Rawa Ruska, na Płaskowyżu Tarnogrodzkim. Na peryferiach miasteczka znajduje się sanatorium «Niemirów».

## Historia
Prywatne miasto szlacheckie lokowane w 1580 roku położone było w XVI wieku w województwie bełskim. Pierwotnie ok. roku 1530 był tu kościół drewniany, którego fundatorem był Jan Stadnicki ze Żmigrodu. W roku 1640 wzniesiono kościół murowany, który konsekrowano w 1680 pod wezwaniem św. Trójcy. W 1669 roku wzniesiono cerkiew ufundowaną przez Wiktora Stadnickiego. Podczas wyprawy Sobieskiego na czambuły tatarskie w ramach wojny polsko-tureckiej 1672-1676, w czasie działań operacyjnych bitwy pod Niemirowem miały miejsce tu walki 7-8 października 1672.
Zakład uzdrowiskowy założył właściciel Niemirowa hrabia Ignacy Hilary Moszczyński. W tym celu w roku 1815 wybudował pierwszy dom dla wczasowiczów. W 1817 roku powstał osobny budynek dla Żydów. W 1870 urządzono tam salę zabaw i teatr. Tamtejsze źródła siarczane zaliczono do najlepszych w Galicji. Zainteresowanie Niemirowem rosło. Do 1833 r. stało tu już 10 różnej wielkości drewnianych domów ze 150 mieszkaniami oraz 50 łazienkami. Na gości w miesiącach letnich oczekiwały restauracja, cukiernia, sala balowa, a nawet teatr, w którym występowali aktorzy i muzycy z dworu hrabiego, który często sam bawił w kurorcie. W 1834 r. odnotowano ok. 200 kuracjuszy. Pomyślny rozwój uzdrowiska zahamował znaczny pożar, który wybuchł w 1834 r.
W 1870 r. niemirowskie dobra nabył Aleksander Kruzenstern, rezydujący w miejscowości Szczerzec, położonej ok. 10 km. na wschód od zdrojowiska, wywodzący się ze spolonizowanej estońskiej rodziny. Zastał on kilka walących się budynków, do których jednak tylko najuboższa okoliczna ludność „wytrwale zjeżdżała”. Właściwym odnowicielem uzdrowiska stał się jego syn Karol Kruzenstern, który zaprosił do współpracy ówczesnego prezesa Towarzystwa Balneologicznego - prof. Ludomiła Korczyńskiego z Krakowa - który w 1905 określił plany rozwoju zdrojowiska. W 1906 ujęto w cementowe cembrowiny trzy źródła: „Maryę”, „Annę” i „Bronisławę” W 1907 Karol Kruzenstern wybudował nowy zakład kąpielowy na 21 wanien, podzielony na klasy. Pierwsza posiadała wanny emaliowane, odporne na działanie siarki, druga wyposażona była w wanny metalowe lakierowane przed każdym sezonem, trzecia – w wanny drewniane. Nic więc dziwnego, że zwiększyła się znacznie frekwencja w uzdrowisku. Samoczynne pompy parowe tłoczyły źródlaną wodę do dwóch rezerwuarów na wieży; jeden z nich zamknięty był hermetycznie, skąd para miedzianymi wężami ogrzewała ją do 70 °C, rozprowadzając do wanien. Było to unikatowe rozwiązanie dla wód zawierających siarkę. Urządzenie wykonała znana w zakładach zdrojowych firma L. Nitsch i Spółka z Krakowa Dzięki tej inwestycji uzdrowisko zaczęło na nowo funkcjonować, a Niemirów zaczął się szybko rozwijać.
Uzdrowisko znajdowało się ok. 3 km na zachód od centrum miasteczka. Przy drodze do uzdrowiska znajdował się cmentarz, na którym pochowano Aleksandra Krusensterna. Położenie zdrojowiska na wzgórzu na piaszczystej glebie, wśród wieńca iglastych lasów, sprawiało, że powietrze było suche, prawie wolne od kurzu, nasycone balsamiczną wonią. Te iglaste lasy tworzyły ogromny naturalny park o obszarze ponad 5 tys. hektarów. Klimat łagodny, prawie zupełnie pozbawiony silnych wiatrów, z małą ilością opadów, nie wykazuje wyraźniejszych wahań temperatury między dniem i nocą. W 1912 r. frekwencja wynosiła ok. 700 osób. W 1914 właściciel uzdrowiska zorganizował połączenie autobusowe Niemirowa ze stacją kolejową w Rawie Ruskiej. Do roku 1914 był to uznany kurort wypoczynkowy położony wśród sosnowych lasów z pięknym parkiem zdrojowym. Oprócz domów zdrojowych znajdowało się tu 10 willi z pokojami gościnnymi, wyposażonymi w łazienki borowinowe i mineralne. Dla przyjemności gości funkcjonowały place tenisowe, kręgielnie, staw z łodziami, w niedzielę odbywały się festyny muzyczne.
W okresie międzywojennym miasteczko wraz z uzdrowiskiem znajdowało w powiecie rawskim województwa lwowskiego w Polsce. W 1921 roku Niemirów liczył 2463 mieszkańców, w tym 1372 Polaków, 623 Ukraińców i 467 Żydów. Był siedzibą sądu powiatowego, posiadał szkołę, aptekę, młyn i browar. Była tam również papiernia i huta szkła. W okresie międzywojennym uzdrowisko nadal się rozwijało. W 1936 r. Niemirów nawiedziło ok. 3500, a w 1938 r. ok. 4200 kuracjuszy. W 1937 r. w Niemirowie istniało ok. 700 pokoi zlokalizowanych w 45 willach i pensjonatach, porozrzucanych po całym zdroju. Oprócz „Dewajtisa”, do najlepszych pensjonatów należały: „Baumwöhl” (z kuchnią rytualną), „Grażyna”, „Jasna”, „Łobzowianka”, „Raj” (ryc. 4), „Sanato” oraz „Zalesie”. Pewne pensjonaty zaopatrzone były w piece. Nie było natomiast żadnego budynku sanatoryjnego. W 1938 r. w gmachu kąpielowym, zawierającym ponad 50 kabin, istniały oddziały: borowinowy, siarczany, kąpieli gazowych, hydroterapii oraz ginekologiczny (w willi „Dewajtis”). W 1938 r. Niemirów został uznany za uzdrowisko posiadające charakter użyteczności publicznej. W sierpniu 1933 roku z okazji nadchodzącej 250. rocznicy odsieczy wiedeńskiej odsłonięto tutaj pomnik króla Jana III Sobieskiego, dzieło warszawskiego artysty rzeźbiarza Lubowieckiego. 
Pod okupacją niemiecką siedziba gminy Niemirów. W tym czasie w Niemirowie włącznie z uchodźcami z centralnej Polski znalazło się około 2,5 tys. Żydów. Już w lipcu 1941 Niemcy rozstrzelali 38 żydowskich inteligentów. W lipcu 1942 roku ponad 1 tys. Żydów z Niemirowa Niemcy zgładzili w Bełżcu, a pozostałych (ponad 1 tys.) dwa miesiące później przenieśli do getta w Rawie Ruskiej.
W 1944 roku Niemirów znalazł się w obszarze objętym ludobójczą czystką etniczną OUN i UPA. 13 maja 1944 banderowcy zabili 20 Polaków idących z Niemirowa do Rawy Ruskiej. Natomiast według Komitetu Ziem Wschodnich Ukraińcy zabili na miejscu około 10 maja 1944 roku 10 Polaków a pod koniec maja 30 osób. Po zajęciu miejscowości przez Sowietów aktywność ukraińskiego nacjonalistycznego podziemia ponownie wzrosła i Niemirów stał się miejscem schronienia dla ludności polskiej z okolicznych wiosek. Zdaniem Siekierki, Komańskiego i Bulzackiego ukraińscy nacjonaliści zabili w Niemirowie łącznie 60 Polaków. Podczas walk frontowych w 1944 roku zniszczeniu uległo 70% zabudowy Niemirowa.

## Zabytki
- kościół pw. Św. Trójcy (1640 r.), po wojnie używany jako cerkiew a później jako magazyn. Zniszczony, oddany rzymskim katolikom w 1990 roku. Obecnie odnowiony[15].
- cerkiew pw. Ducha Św. (połowa XIX w.)[15]
- zespół trzech synagog, po wojnie przebudowanych, według Rąkowskiego niemal całkowicie utraciły walory zabytkowe[15].
- kolumna św. Marka z 1872 r. upamiętniająca zwycięstwo Sobieskiego pod Niemirowem[15].

## Urodzeni w Niemirowie
- Emil Krukowicz-Przedrzymirski (ur. 25 stycznia 1886) – generał dywizji Wojska Polskiego
- Marian Łoziński (ur. 29 stycznia 1913) – kapitan Wojska Polskiego.

## Pobliskie miejscowości
- Rawa Ruska
- Cieszanów (PL)
- Jaworów
- Lubaczów (PL)